# Servische kampioenschappen veldrijden
De Servische kampioenschappen veldrijden zijn een jaarlijks terugkerende wedstrijd om te bepalen welke veldrijder er kampioen van Servië wordt.

## Erelijst

### Mannen
- 2009 : Ivan Jovanović
- 2010 : Ivan Jovanović
- 2011 : Bojan Đurđić
- 2013 : Bojan Đurđić

### Beloften
- 2011 : Aleksa Marić
- 2013 : Miloš Borisavljević

### Junioren
- 2009 : Jovan Zekavica
- 2010 : Miloš Stojanović
- 2011 : Đorđe Stevanović
- 2012 : Milos Borisavljevic
- 2013 : Aleksandar Mitic

### Vrouwen
- 2010 : Jelena Erić
- 2011 : Jovana Crnogorac
- 2013 : Jovana Crnogorac

Kampioenschappen:  Wereldkampioenschappen ·
 Europese kampioenschappen ·
 Pan-Amerikaanse kampioenschappen
 België ·
 Canada ·
 Denemarken ·
 Duitsland ·
 Finland ·
 Frankrijk ·
 Hongarije ·
 Ierland ·
 Italië ·
 Japan ·
 Kroatië ·
 Luxemburg ·
 Nederland ·
 Nieuw-Zeeland ·
 Noorwegen ·
 Oostenrijk ·
 Polen ·
 Servië ·
 Slowakije ·
 Spanje ·
 Tsjechië ·
 Verenigd Koninkrijk ·
 Verenigde Staten ·
 Zweden ·
 Zwitserland
Klassementen:  Wereldbeker ·
 Superprestige ·
 X²O Badkamers Trofee ·
 HSF System Cup ·
 USCX Series ·
 Coupe de France ·
 National Trophy Series ·
 Giro d'Italia Ciclocross ·
 Copa de España ·
 New England Series ·
 Swiss Cyclocross Cup
Overig:  Exact Cross
Voormalig:  EKZ CrossTour ·  Rectavit Series ·  US Cup